# Vendelles
Vendelles ist eine französische Gemeinde mit 122 Einwohnern (Stand 1. Januar 2022) im Département Aisne in der Region Hauts-de-France (vor 2016 Picardie). Sie gehört zum Arrondissement Saint-Quentin, zum Kanton Saint-Quentin-1 und zum Gemeindeverband Pays du Vermandois.

## Lage
Die Gemeinde Vendelles liegt an der Grenze zum Département Somme, 16 Kilometer nordwestlich von Saint-Quentin. Nachbargemeinden von Vendelles sind Jeancourt im Norden, Le Verguier im Nordosten, Maissemy im Osten, Vermand im Südosten und Süden, Bernes im Westen sowie Hervilly im Nordwesten.

## Geschichte
Wie viele andere Dörfer in der Umgebung wurde auch Vendelles im Ersten Weltkrieg völlig zerstört.
Am 28. August 1914 erreichten deutsche Truppen den Ort, der von ihnen bis März 1917 gehalten wurde. Die Front befand sich zu diesem Zeitpunkt etwa 20 Kilometer westlich von Péronne. Die Deutschen beschlagnahmten die Häuser im Dorf zur Unterbringung der eigenen Truppen. Die Bewohner hatten nur Anspruch auf ein einziges Zimmer. Anordnungen der Kommandantur verpflichteten die Bevölkerung unter Androhung von Sanktionen, zu einem festen Termin Weizen, Eier, Milch, Fleisch und Gemüse zur Verpflegung der Frontsoldaten bereitzustellen.
Im Februar 1917 zogen sich die deutschen Truppen im Zuge des „Unternehmens Alberich“ zurück. Am 15. Februar wurden die Bewohner Vendelles in Viehwaggons mit der Eisenbahn nach Saint-Quentin und in besetzte belgische Gebiete evakuiert. Vor dem Abzug der Deutschen im März 1917 wurden die Häuser geplündert und das Dorf systematisch zerstört. Die Gebäude wurden gesprengt und alle Bäume auf der Höhe von einem Meter abgesägt. Am 31. März 1917 wurde Vendelles nach harten Kämpfen von britischen Truppen eingenommen.
Nach dem Waffenstillstand kehrten von den 223 Einwohnern vor dem Krieg bis 1921 nur 109 nach Vendelles zurück.

### Bevölkerungsentwicklung
| Jahr                       | 1962 | 1968 | 1975 | 1982 | 1990 | 1999 | 2006 | 2016 | 2022 |
| Einwohner                  | 133  | 139  | 129  | 119  | 121  | 127  | 110  | 117  | 122  |
| Quellen: Cassini und INSEE |      |      |      |      |      |      |      |      |      |

## Sehenswürdigkeiten

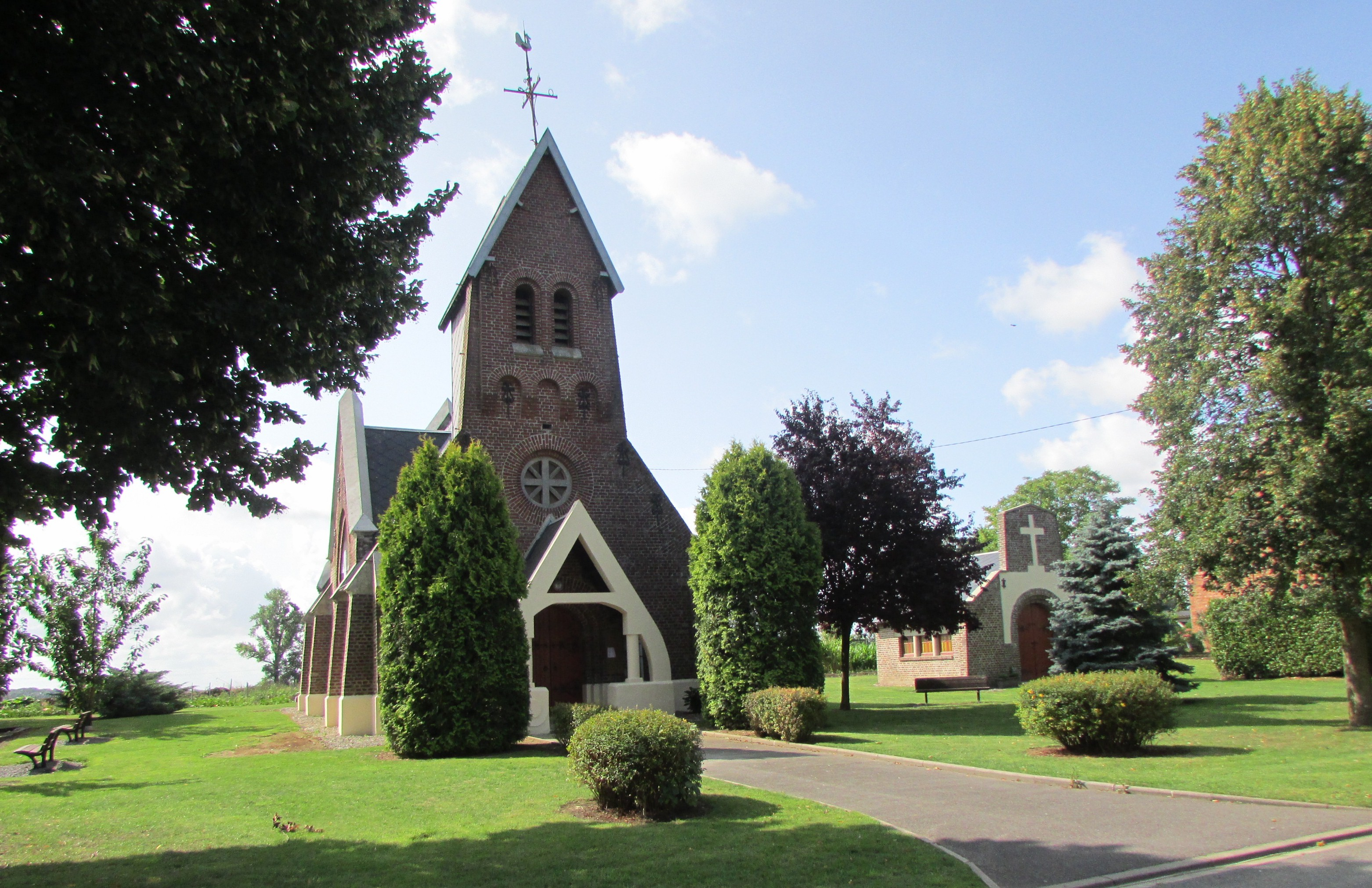
Kirche Saint-Deogratias
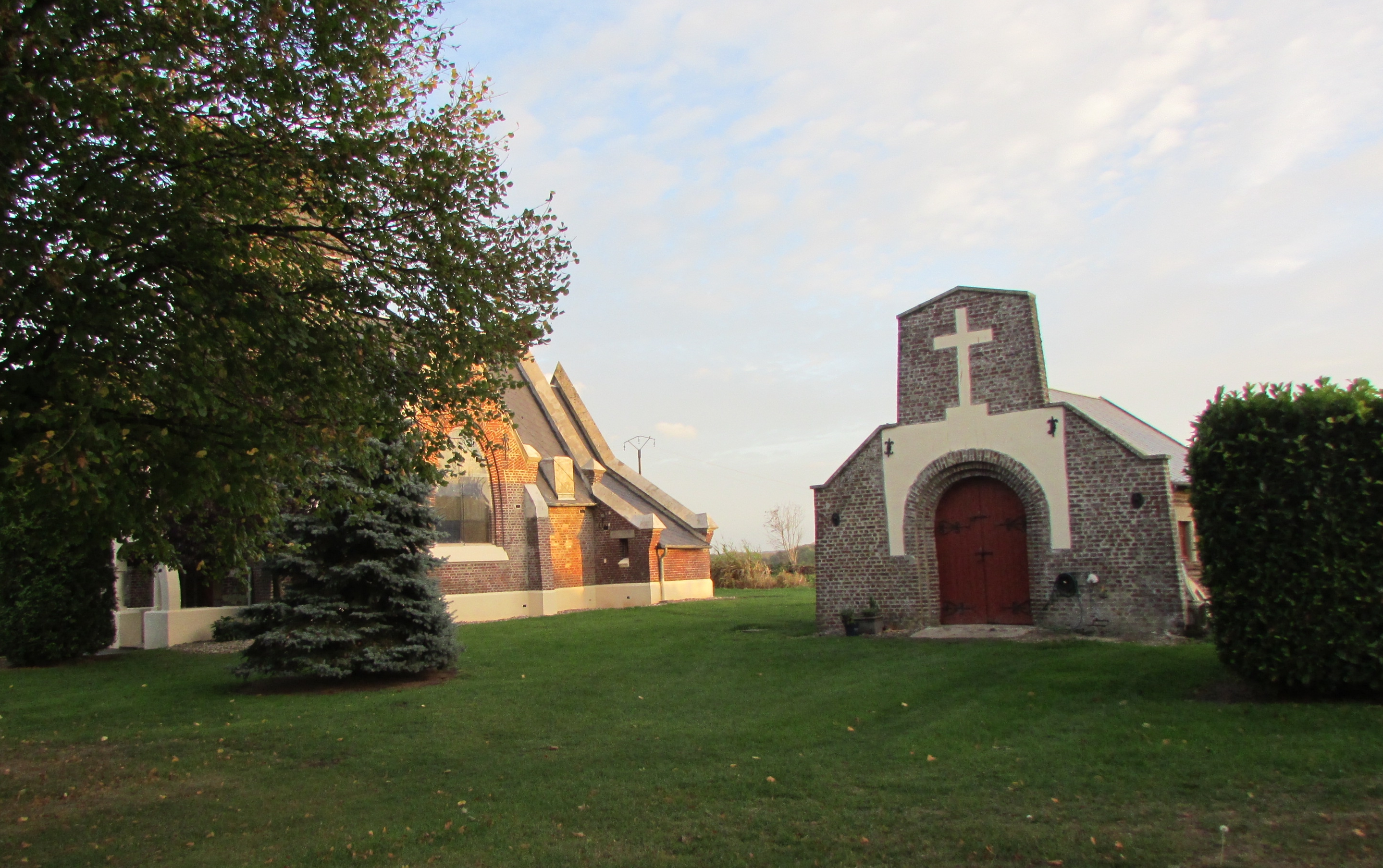
Protestantische Kirche

- Kirche Saint-Deogratias
- Protestantische Kirche